# Hipopneia
Hipopneia é a respiração pouco profunda e a um ritmo mais lento que o normal, o que causa a diminuição da oxigenação do organismo..